# Ernst Gumerum
Ernst Gumerum (* 5. Mai 1928 in München; † 6. Dezember 2001 ebenda) war ein deutscher Politiker (SPD).

## Leben
Gumerum besuchte 1935 die Volksschule und die Luitpoldrealschule in München, sodass er 1950 das Abitur abschloss. Zuvor arbeitete er zeitweise als Forstarbeiter und landwirtschaftlicher Arbeiter. Ab 1950 studierte er Rechtswissenschaften an der Universität München und war seit Absolvierung der Schule in einem Privatbüro tätig. Ab 1951 war er im Staatsdienst als Sachbearbeiter im Landesentschädigungsamt tätig und arbeitete seit Frühjahr 1943 als Sachbearbeiter in einer Anwaltskanzlei.
Gumerum war vom 13. Dezember 1954 bis zum 3. Dezember 1958 Mitglied des Bayerischen Landtages und dort vom 13. Dezember 1954 bis zum 15. April 1958 Mitglied der SPD-Fraktion. Seit dem 16. April 1958 war er fraktionslos im Landtag, wo er während der Wahlperiode Mitglied des Ausschusses für Fragen des Beamtenrechts und der Besoldung, der Ausschusses für Geschäftsordnung und Wahlprüfung, des Ausschusses für Verfassungs-, Rechts- und Kommunalfragen sowie des Ausschusses für Eingaben und Beschwerden und stellvertretendes Mitglied des Gefängnisbeirates der Strafanstalt Augsburg war.